# Robottider – medan kärleken får vänta...
Robottider – medan kärleken får vänta... var ett studie- och fortbildningsprogram i form av en bok och en vandringsutställning som var framtagen av dramapedagogen Didi Örnstedt och konstnären Björn Sjöstedt år 1989. Utställningen var producerad av den statliga myndigheten Riksutställningar

## Bakgrund
Boken och utställningen gjordes utifrån ett uppdrag av Nationalkommittén mot vålds- och krigsleksaker. Denna kommitté startades i juni 1988 av flera organisationer som var för sig hade agerat mot vålds- och krigsleksaker. Målet var att sprida kunskap och underlag för diskussion om barns våldsamma verklighet. Trots organisationernas olika värderingar på andra områden enades de om en aktion under den gemensamma åsikten "Nödvändigheten av att befria barnen från vålds- och krigsleksaker". Bokens undertitel var "Om barns uppväxtvillkor i masskulturens spår". 

## Tematiska tavlor i utställningen
Utställningen bestod av femton nyproducerade målningar av konstnären Björn Sjöstedt och två större installationer i form av podier föreställande tidstypiska pojk- respektive flickleksaker. Boken och utställningen samverkade som helhet men boken kunde också användas för egna studier och i andra kurs- och studiesammanhang. Texterna som åtföljde reproduktionerna i boken var skrivna av Didi Örnstedt. Tillsammans bildade de underlag för frågeställningar och diskussionspunkter som användes som en pedagogisk del av utställningen.

### The Lennart-Adolf Hjönsson Story
Frågeställningar till den här bilden var: Varför bär egentligen He-Man stridssele? På He-mans sele finns en symbol. Vad betyder den? Vad tror du formgivaren vill säga med valet av korssymbol? Texten handlar om hur det "goda" och det "onda" representeras av det som författarna kallar den nya actionmytologin.

### Oväntad nyhet vid Sergels torg
Den här bilden handlar om ondskan och hur den kan se ut. Här i form av en medelålders bodybuilderatlet med dödskalleansikte – Skeletor. Frågor som ställdes var: Vad betyder skulpturens, den förstorade leksaksfigurens, storlek för hur den kan upplevas? Vilken stämning upplever du i bilden?

### Vi flickor
"Bilden visar Kvinnan i ett slags transformering. Grundformen är emellertid hämtad ur masskulturens kvinnoskildring: från den lilla flickan med "lillflicksidealet" My Little Pony, till Sindy, till herrtidningarnas framställning av kvinnoideal, vidare till den manhaftiga"gör-det-själv"-kvinnan för att sluta me de onda makternas härskarinna, Evelyn."

### Bara på lek
Här ombeds man beskriva bilden. Är den realistisk, symbolisk eller ett surrealistiskt collage? Diskussionen föreslås behandla hur man använder tiden under ett dygn. Hur mycket av hur tiden används kan man välja själv?

### Grabbarna måste få sitt
Här diskuterades det problem som kan uppstå när pedagoger arbetar efter sociala mål och då möter föräldrar som vill "härda sina barn för att de ska kunna slå sig fram i en tuff värld". En fråga till bilden var "I fonden kommer en mansperson och ett barn. De har stängt dörren bakom sig. Hur ser det ut på andra sidan dörren?"

### Fröken personal
Under rubriken "Gör själv" finns förslag att ta del av leksaksbutikernas "kulturutbud" på samma sätt som man gör museibesök för att lära om kulturarvet. En diskussionspunkt som föreslås är hur man ska ta om hand om alla de upplevelser som barn och ungdomar får genom TV- och videotittande, leksaker, tidningar rollspel och dataspel.

### Hålla masken
Här kan man fundera på och skriva ner situationer då du vet att det för din personliga del många gånger handlar om att "hålla masken". Skulle det gå att eliminera några av dessa genom att tänka ut nya förhållningssätt.

### "Kom ut och lek med oss!" – Föreståndaren
Här kan man fundera över om någon kan känna sig som huvudpersonen på denna bild. kan en "överdriven" bildmässig framställning av en och samma situation ge en sannare bild än en mera naturalistisk återgivning?

### Spara byrocrata
Till denna bild ställs frågan: "På ett ställe i bilden finner du texten "Abrahams altare AB". I bibeln berättas om Abrahams offer. Känner du till denna historia?" Man uppmanas också fundera på om detta är en "hopplös" eller "hoppfull" bild.

### Nedskärning av barn
I texten till bilden nämns det påhittade "Svenska Barnauktionsverket". Det frågas om kunskapen om äldre tiders barnauktioner, Hur de gick till och varför de fanns som företeelse.

### Robottider
Under rubriken "Tänk om" ges förslaget att tänka om det vore möjligt om robotar kunde ersätta föräldrar och pedagoger. Vad skulle föräldrar och pedagoger i sådana fall ägna sig åt medan roboten tog hand om barnen? Bilden är också underlag för affischen och omslaget på boken.

### När jag blir stor...
Till bilden finns korta uppmaningar: "Beskriv vad som händer i bilden", "Vem är huvudpersonen?", "Hurdan är stämningen i rummet?" och "Vilken betydelse har perspektivet?"

### "Stora karln"
Här uppmanas man sätta sig i en dörröppning precis som barnet i bilden och se på miljön ur denna synpunkt: Är det något du skulle vilja förändra? 

### Bygga framtid
"Masskulturens har ett kommersiellt intresse av att skilja människor åt. Det ökar konsumtionen. Av samma skäl arbetar dess företrädare för att skilja föräldragenerationen från barnen" följs av frågan: "Vad kan man göra för att motverka vuxnas och barns isolering från varandra?"

### Jag är
Här är uppmaningen att diskutera vilka positiva visioner om framtiden som ska lämnas över till barnen. Kapitlet slutar med vad, som här benämns som, ett svenskt ordspråk: Den ena människan är den andres spegel"

## Turné
Utställningen premiärvisades den 3 till 8 oktober 1989 på Konstfrämjandet, Västerlånggatan 1 i Stockholm. Utställningen var packad i lådor för transport och krävde 30-40 löpmeter plus 20 kvadratmeter utställningsyta. Kostnaden var 600 kronor för en 14 dagars period + betala frakten till nästa ort.
Enligt beslutsunderlag från den 21 september 1991 – "Förslag till upplösning av utställning" så var utställningen turnélagd av Riksutställningar i två år, till och med september 1991. Hela materialet inklusive emballage överlämnades till konstnärerna som sedan fortsatte att turnera minst ett par år till i egen regi med föreläsningar och fortbildningsprogram.

## Reaktioner

### KommunAktuellt
Madeleine Pousette skriver i artikeln "Öppna ögonen och ta del av barnens värld" i KommunAktuellt: "Hur ska jag hinna? Jag blir tvungen att gå ner till halvtid om jag ska kunna vara en hyfsad förälder. Frågan är om jag ändå hinner hålla koll på floden av elände som strömmar ut från leksaksindustrin". Madeleine deltar i ett seminarium under Stockholms barnomsorgsdagar på Skansen 1990 och skriver vidare: "Jag inser till nu till fullo att det inte finns någon fri lekzon för barnen. Leksaksindustrin uppfostrar mina barn och styr deras lek."

### Arbetet
Arbetet skriver i november 1992 om utställningen när den visas i Stadsbibliotekets utställningsrum Höganäs "Masskultur skapar våld och fördomar" – "Vi måste bli medvetna om masskulturens mörka och förskräckliga sidor. Dess innehåll diskuteras alldeles för litet av föräldrar. Budskapet till pojkar är : Ensam är stark, lita inte på någon och bli odödlig. Flickorna får budskapet: Bli inte gammal, ful och tjock!". Vidare skriver Arbetet att det är Kulturnämnden som tagit utställning till Höganäs för att upplysa föräldrar och allmänhet: "– Dataspelen är ofta djupt fascistiska. De är ett led i en trots lågkonjunkturen expansiv bransch, där nu också filmbolagen storsatsar." 

### Gotlands Allehanda
Omkring 120 personer lyssnade och diskuterade under en heldag i Södervärnsskolans aula skrev Gotlands Allehanda i april 1993 då de höll en studiedag för politiker, lärare, rektorer och poliser med rubriken Robottider, medan kärleken får vänta... Två kvällar tidigare hade de hållit en föreläsning i Säveskolans aula för cirka 250 personer. De riktade också stark kritik mot "rollspelet Mutant för att det ger en sån mörk framtidssyn. Men mest riktade sig kritiken mot ett som heter Kult och som innehåller inslag av satanism, rasism och kvinnoförakt." och "–Men vi vill inte moralisera över masskulturen, sa Björn Sjöstedt. Däremot vill vi beröra väsentliga saker som moral och etik".

### Norrbottens-Kuriren
Norrbottens-Kuriren skriver 1994 att utställningen är "omskakande och provocerande". Konstnären Björn Sjöstedt berättar att vuxna inte bryr sig om vad de unga ägnar sig åt: "Rollspel med satanistiska handlingar, TV-spel där man skjuter barn, He-man figurer med mera. Allt detta är produkter framtagna av en cynisk miljardindustri med det enda målet att göra pengar på barnen."

### Dagens Nyheter
Under en mer allmän debattartikel med rubriken Nedlåtande om datavåld i Dagens Nyheter den 19 februari 1992 ifrågasätter Didi Örnstedt och Björn Sjöstedt filmkritikern Leif Furhammar som har recenserat Våldskildringsrådets skrift Om datorspel. Artikeln tar upp "den tjatigt upprepade klyschan moralpanik" när engagerade medmänniskor vill debattera den kommersiella barn- och ungdomskulturen. Leif Furhammar menade att skriften kunde användas som "lugnande medel" för alla oroliga vuxna och i ett svar på debattartikeln skrev han vidare "att oroa sig för datorspelens destruktiva verkningar är en påkostande men förödande ineffektiv metod om man vill komma med rätta med våld, rasism, könsroller och sexuellt utnyttjande."

### Ur Gästboken
"Mycket bra utställning! Fångar verkligen in den ständigt växande kommersiella masskulturen som även vi "äldre barn" blir påtvingande – fast i andra former än He-man-gubbar förstås" Frida 17 år Motala folkets hus 10/3 - 23/3 1992
"Det var en skicklig konstnär men konstiga motiv" Lollo 6B Torsvik Lidingö Kommun 28/3 - 12/4 -92
"Den med barnet på golvet är bäst! Så är det men så får det inte vara!" Anna, 16 år Kramfors kommun 1-5 feb -93
"Jag läste i boken Robottider om rollspel. Om jag förstår det hela rätt så har ni spelat "gamla" Mutant och läst grymkäftsfällor från äventyrsspel HB. Om ni dessutom har spelat med 11-åringar så kan jag förstå er oro. Rollspel rekommenderas inte till 11-åringar och Mutant är föråldrat (det är 8 år gammalt). Kult har en åldersgräns på 15 år precis som film brukar ha. Om ni vill få en riktigare uppfattning om vad seriöst rollspel innebär så hör av er till mig!" Mattias Öberg ordförande i Kramfors Rollsspelsförening Sundsvall Kulturmagasinet 940415-940501

## Budget
Enligt projektbudget var projektet tvåårigt med start sensommaren 1989. Utställningsersättning betalades ut under två år. Programverksamheten var beräknad för 10 orter per år med en kostnad på 2000 kronor per ort. För det första året 1989/90 beräknades den totala kostnaden uppgå till 61 000 kronor och då var planerings- och produktionskostnader medräknade.